# Stelian Olariu
Stelian Olariu (n. 26 noiembrie 1928, Parța⁠(d), Timiș, România – d. 29 ianuarie 2017, București, România) a fost un dirijor român..

## Biografie
S-a născut în casa care astăzi este Școala Generală din Parța, tatăl său fiind învățător și mai târziu directorul școlii. Stelian Olariu a fost botezat la Biserica Ortodoxă Română din aceeași localitate în ziua de 9 decembrie 1928 primind numele de botez Stelian Remus Nicolae. Părinții: Gheorghe și Iuliana. Căsătorit cu Gabriela Olariu. A urmat cursuri de vioară la Timișoara la clasele profesorilor Iosef Braudeis, Ion Munteanu și Adelaida Iancovici, apoi a fost student al Conservatorului de Stat din Timișoara, unde a avut ca profesori mari personalități din viața muzicală: Sabin Drăgoi, Nicolae Ursu, Vasile Ijac, Liviu Rusu, Mircea Hoinic, Cornel Givulescu, Ion Țiculescu, Silvia Humița.
În 1950 vine la București pentru a studia la Conservatorul "Ciprian Porumbescu” pedagogie și dirijat coral cu alte mari nume ale învățământului muzical românesc: Ion Dumitrescu, Theodor Rogalski, Nicolae Buicliu, Zeno Vancea, Tudor  Ciortea, Mircea Basarab, Dumitru D. Botez, Ion D. Vicol, Ion Șerfezi.
După absolvire, în 1952 este angajat ca dirijor și înființează Corul de copii al Palatului Copiilor din București, pe care îl conduce până în 1966, activând cu acest cor și în cadrul Filarmonicii „George Enescu”, în concertele vocal-simfonice și cele corale. Cu acest cor a desfășurat o activitate concertistică amplă la București, dar și în alte orașe ale țării: Iași, Cluj, Timișoara, Craiova, Sibiu, Brașov, Târgu-Mureș, Bacău, Constanța. Repertoriul foarte bogat (preclasic, clasic, romantic, contemporan) din creația națională și internațională, colaborările corului cu Filarmonica “George Enescu” pentru lucrări în primă audiție în România, l-au făcut cunoscut pe maestrul Stelian Olariu ca unul dintre cei mai buni dirijori de cor din țară. În această perioadă a compus și tipărit o culegere de cântece pentru copii, apărută în două ediții, care să asigure pregătirea vocală de la vârste foarte fragede.
În paralel, din anul 1956 înființează un Cor studențesc la Casa de Cultură a Studenților „Grigore Preoteasa” din București, obținând succese și premii pe țară la toate concursurile și festivalurile la care a participat. 
Din 3 ianuarie 1962 este dirijor al corului Operei Naționale din București și datorită programului de lucru epuizant este nevoit să renunțe cu mari regrete la activitatea sa alături de corul studențesc, deși la acea vreme visul tânărului dirijor Stelian Olariu era să aibă „corul lui”, înființat și format cu propria muncă.
Încă din stagiunea 1961 – 1962 lucrează împreună cu maestrul Gheorghe Kulibin la premiera operei Năpasta de Sabin Drăgoi – Sâmbătă 23 decembrie 1961 (Premiera absolută: 1927), dirijor Egizio Massini, regia Eugen Gropșeanu și la opera Cavalerul rozelor de Richard Strauss – Sâmbătă 30 iunie 1962 (Premieră: 1929), dirijor Mihai Brediceanu, regia Jean Rânzescu.
În stagiunea în care a fost angajat în cadrul Operei Naționale din București cu contract provizoriu din 3 ianuarie 1963, (stagiunea 1962 - 1963), dirijorul Stelian Olariu s-a hotărât să se întoarcă la corul Casei de Cultură a Studenților, dar la rugămințile maestrului Gheorghe Kulibin  care era grav bolnav, acceptă să lucreze în continuare cu corul Operei pentru un important turneu al operei bucureștene, invitată la sărbătorirea semicentenarului Teatrului des Champs Elysees, celebra sală de spectacole din Paris. Cu acest prilej au fost alese titluri reprezentative din repretoriu, cântate de cei mai buni soliști ai momentului.
S-a cântat din nou în capitala Franței, după aproape trei decenii, Oedipe-ul enescian, la prima dintre cele două reprezentații, pe 21 mai 1963, aflându-se în sală libretistul Edmond Fleg. Celelalte două titluri alese pentru acest eveniment au fost Bărbierul din Sevilla și Cavalerul rozelor.
Printre cei mai lăudați artiști români s-au numărat: Nicolae Herlea, David Ohanesian, Dan Iordăchescu, Elena Cernei, Zenaida Pally, Valentin Teodorian, Magda Ianculescu, Arta Florescu, Ladislau Konya, Ioan Hvorov, sub bagheta dirijorului Mihai Brediceanu.
Tot în stagiunea 1962 – 1963 a lucrat la opera Manon de Jules Massenet – Duminică 11 noiembrie 1962 (Premiere: 1895, 1901), dirijor Cornel Trăilescu, regia Eugen Gropșeanu.
A urmat o premieră absolută în România, Logodnă la mânăstire de Serghei Prokofiev – Sâmbătă 7 iulie 1963, dirijor Egizio Massini, regia Hero Lupescu, maeștrii de cor Gheorghe Kulibin și Stelian Olariu.
Maestrul Kulibin moare în urma unei grele suferințe la 17 septembrie 1963 iar de atunci, cariera dirijorală a maestrului Stelian Olariu este definitiv legată de corul Operei, deși până în anul 1966 a continuat să dirijeze și Corul de copii al Palatului Copiilor.
Astfel, sub îndrumarea sa, Corul Operei Naționale a participat în peste 150 premiere și reluări, rămânând în amintirea publicului din capitală, din țară și de peste hotare cu prestații de excepție.
Sub îndrumarea maestrului Stelian Olariu corul Operei Naționale București a participat și la nenumărate concerte aniversare, gale și promenade, înregistrări la Radio și Electrecord, și filmări la TVR.
A compus și prelucrat colinde și piese corale reunite într-o culegere intitulată „Colinde și coruri liturgice”. Culegerea apărută la București în ediție limitată în 2008 și 2010 cuprinde piese care au fost interpretate în concerte timișorene ale corului „Ion Românu” condus de maestrul Diodor Nicoară, dirijor al Filarmonicii Banatul, în „Festivalul internațional muzical Bemus” de la Belgrad, precum și în concertele de mare prestigiu susținute de „Corala Sursum Corda” la „Festivalul coral internațional Giovanni Pierluigi da Palestrina”, organizat de Vatican în Catedrala Sant Ignazio din Roma.
De asemenea, unele dintre aceste piese au fost prezentate în concert de „Corul Radiodifuziunii” sub conducerea maestrului Dan Mihai Goia, de „Corul Filarmonicii George Enescu” la Ateneul Român, cor dirijat de maestrul Ion I. Pruner. Au fost prezentate în primă audiție la concertele de Crăciun ale „Corului Operei Naționale din București”, pe scena Operei. Unele au fost cântate la Paris și în alte orașe ale Franței de către „Corul de cameră al Filarmonicii Moldova” dirijat de profesorul universitar Ion Pavalache, de asemenea în concertele „Corului Filarmonicii Oltenia” condus de profesorul și compozitorul Alexandru Racu.
Au fost imprimate la Radio de către „Corul Preludiu” sub conducerea mestrului Voicu Enăchescu și „Corul de copii al Radiodifuziunii”, dirijat de Eugenia Văcărescu-Necula.
Din rândurile de mai sus se observă că activitatea artistică a maestrului Stelian Olariu se identifică practic, cu istoria Operei Naționale București pe parcursul ultimilor 55 de ani. În tot acest răstimp a fost omul care a educat generații de coriști profesioniști ai operei.
Este dirijorul cu cea mai lungă activitate artistică din lume, susținută continuu în aceeași instituție, dedicându-și întreaga viață instruirii aceluiași cor de operă.

## Premii și distincții
Pe parcursul carierei artistice i s-au recunoscut meritele prin acordarea unor diplome și distincții:
Distincții conferite de către Președinția României pentru merite deosebite în activitatea muzicală și „Arta Spectacolului”
- Ordinul Meritul Cultural clasa a IV-a (12 septembrie 1968) „pentru merite deosebite în activitatea muzicală”[6]
- Ordinul Național „Serviciul Credincios” în gradul de „Cavaler” - 06.XII.2001.

- Ordinul „Meritul Cultural” în gradul de „Comandor” - 26.II.2003.

- Ordinul Național „Serviciul Credincios” în gradul de „Ofițer” - 02.09.2009.

Diplome acordate de Opera Națională București
- Diploma de Excelență pentru creație și dăruire artistică în spectacole de operă și balet la 50 de ani de la inaugurarea actualului edificiu.

- Diploma „George Stephănescu”  la împlinirea a 80 de ani de la instituționalizarea Operei Naționale - 2001.

- Diploma de Excelență pentru întreaga activitate depusă în slujba dezvoltării vieții artistice și muzicale românești cu prilejul împlinirii a 85 de ani de la instituționalizarea Operei Naționale Române – 08.XII.2006.

Alte diplome și premii
- Diplomă pentru înalt nivel artistic și deosebite performanțe ale corului Operei române acordată de Colegiul Criticilor Muzicale – A.T.M.  în 1987.

- Premiul pentru întreaga activitate desfășurată în slujba artei corale românești conferit de Uniunea Interpreților, Coregrafilor și Criticilor Muzicali din România – 21.XII.1996.

- Premiul criticii muzicale “O viață dedicată muzicii” pentru întreaga activitate artistică acordat de Uniunea Criticilor, Redactorilor și Realizatorilor Muzicali din România și Colegiul Criticilor Muzicali – 13.II.1999.

- Premiul de excelență pentru întreaga activitate artistică acordat de fundația Oedip în Martie 1997 și Noiembrie 1998.

## Lista premierelor la care a lucrat Stelian Olariu pe stagiuni, începând din anul 1963
Stagiunea 1963-1964:
- Bal mascat de Giuseppe Verdi – Joi 14 noiembrie 1963 (Premiere: 1887, 1915, 1923), dirijor Egizio Massini, regia Jean Rânzescu;

- Motanul încălțat de Cornel Trăilescu, premieră absolută – Duminică 22 martie 1964, dirijor compozitorul, regia Hero Lupescu.

Stagiunea 1964-1965:
- Pelleas și Melisande de Claude Debussy, premieră absolută – Marți 8 septembrie 1964, dirijor Mihai Brediceanu, regia George Teodorescu;

- Prometeu de Doru Popovici, premieră absolută – Miercuri 16 decembrie 1964, dirijor Mircea Popa, regia Eugen Gropșeanu;

- Galileo Galilei de Corneliu Cezar, premieră absolută – Miercuri 16 decembrie 1964, dirijor Mircea Popa, regia Eugen Gropșeanu;

- Întoarcerea din adâncuri de Mihail Jora, premieră absolută – Miercuri 12 mai 1965, dirijor Iosif Conta, coregrafia Oleg Danovski.

Stagiunea 1965-1966:
- Cosi fan tutte de Wolfgang Amadeus Mozart – Miercuri 3 noiembrie 1965, dirijor Mircea Popa, regia Hero Lupescu;

- Don Carlos de Giuseppe Verdi – Duminică 30 ianuarie 1966, dirijor Tommaso Benintende Neglia, regia Eugen Gropșeanu.

Stagiunea 1966-1967:
- Lohengrin de Richard Wagner – Vineri 3 martie 1967 (Premiere: 1898, 1921), dirijor Mircea Popa, regia Jean Rânzescu;

- Răscoala de Gheorghe Dumitrescu –  Vineri 17 martie 1967 (Premieră:1959), dirijor Mircea Popa, regia Hero Lupescu.

Stagiunea 1967-1968:
- Don Giovanni de Wolfgang Amadeus Mozart – Vineri 17 noiembrie 1967 (Premiere: 1899, 1936), dirijor Mircea Popa, regia Hero Lupescu;

- Apus de soare de Mansi Barberis – premieră absolută, Sâmbătă 30 decembrie 1967, dirijor Paul Popescu, regia Jean Rânzescu;

- Liliacul de Johann Strauss-fiul – Luni 11 martie 1968, (Premiere: 1891, 1930), dirijor Cornel Trăilescu, regia Jean Rânzescu și un debut în repertoriul individual al dirijorului Stelian Olariu în „Studio preclasic” – Duminică 17 martie 1968.

Stagiunea 1968-1969:
- Povestirile lui Hoffmann de Jacques Offenbach – Vineri 29 noiembrie 1968 (Premiere: 1909, 1925), dirijor Paul Popescu, regia Hero Lupescu;

- Don Pasquale de Gaetano Donizetti – Vineri 16 mai 1969 (Premieră: 1910), dirijor Constantin Bugeanu, regia Jean Rânzescu.

Stagiunea 1969-1970:
- Decebal de Gheorghe Dumitrescu – premieră absolută Sâmbătă 4 octombrie 1969, dirijor Paul Popescu, regia Jean Rânzescu;

- Mireasa vândută de Bedrich Smetana – Duminică 15 februarie 1970 (Premieră: 1908), dirijor Constantin Petrovici, regia Hero Lupescu;

- Fidelio de Ludwig van Beethoven – Duminică 22 martie 1970 (Premieră: 1931), dirijor Constantin Bugeanu, regia Jean Rânzescu.

Stagiunea 1970-1971:
- Tannhauser de Richard Wagner – Vineri 27 noiembrie 1970 (Premiere: 1900. 1929), dirijor Constantin Bugeanu, regia Jean Rânzescu;

- Turandot de Giacomo Puccini – Vineri 19 martie 1971 dirijor Anatol Chisadji, regia Jean Rânzescu;

- Ecaterina Teodoroiu de Emil Lerescu – premieră absolută Miercuri 12 mai 1971, dirijor Constantin Petrovici, regia Octav Enigărescu.

Stagiunea 1971-1972:
- Cneazul Igor de Alexandr Porfirievici Borodin – Vineri 17 decembrie 1971 (Premieră: 1931), dirijor Anatol Chisadji, regia Hero Lupescu;

- Flautul fermecat de Wolfgang Amadeus Mozart – Vineri 9 iunie 1972 (Premieră: 1939), dirijor Siegfried Kohler, regia Hermann Wedekind.

Stagiunea 1972-1973:
- Albert Herring de Benjamin Britten – Joi 22 martie 1973, dirijor Lucian Anca, regia Hero Lupescu.

Stagiunea 1973-1974:
- Doamna Chiajna de Nicolae Buicliu – premieră absolută Marți 16 octombrie 1973, dirijor Constantin Petrovici, regia Elena Cernei;

- Olandezul zburător de Richard Wagner – vineri 21 decembrie 1973 (Premieră: 1922), dirijor Constantin Bugeanu, regia Alexandru Szinberger.

Stagiunea 1974-1975:
- Bălcescu de Cornel Trăilescu – premieră absolută Marți 20 august 1974,  dirijor compozitorul, regia Hero Lupescu;

- Dreptul la dragoste de Teodor Bratu – premieră absolută Vineri 14 martie 1975, dirijor Lucian Anca, regia Hero Lupescu;

- Luna de Carl Orff – Vineri 28 martie 1975, dirijor Lucian Anca, regia Hero Lupescu.

Stagiunea 1975-1976:
- Hamlet de Pascal Bentoiu – Vineri 26 septembrie 1975, dirijor Paul Popescu, regia George Teodorescu;

- Andrea Chenier de Umberto Giordano – Joi 8 ianuarie 1976 (Premieră: 1932), dirijor Cornel Trăilescu, regia Hero Lupescu.

Stagiunea 1976-1977:
- Walkiria de Richard Wagner – Miercuri 29 septembrie 1976, (Premieră: 1923), dirijor Constantin Bugeanu, regia Jean Rânzescu.

Stagiunea 1977-1978:
- Dragoste și jertfă de Cornel Trăilescu – premieră absolută Vineri 19 august 1977, dirijor compozitorul, regia Hero Lupescu;

- Der Freischutz de Carl Maria von Weber – Vineri 17 februarie 1978  (Premieră: 1943), dirijor Constantin Petrovici, regia Jean Rânzescu.

Stagiunea 1978-1979:
- Conacul cu stafii de Stanislaw Moniuszko – Miercuri 10 ianuarie 1979, dirijor Antoni Wicherek, regia Maria Foltyn;

- Răpirea din serai de Wolfgang Amadeus Mozart – Joi 26 aprilie 1979 (Premieră: 1927), dirijor Cornel Trăilescu, regia George Teodorescu.

Stagiunea  1979-1980:
- Ernani de Giuseppe Verdi – Vineri 14 decembrie 1979 (Premieră: 1886), dirijor Constantin Petrovici, regia Dimitrie Tăbăcaru;

- Horia de Nicolae Bretan – Luni 30 iunie 1980, dirijor Cornel Trăilescu, regia George Teodorescu.

Stagiunea  1980-1981:
- Evghenii Oneghin de Piotr Ilici Ceaikovski – Vineri 27 februarie 1981 (Premiere: 1938, 1958), dirijor Constantin Petrovici, regia Hero Lupescu.

Stagiunea  1983-1984:
- Nunta lui Figaro de Wolfgang Amadeus Mozart – Duminică 8 ianuarie 1984 (Premiere: 1937, 1956), dirijor Cornel Trăilescu, regia Hero Lupescu.

Stagiunea 1984-1985:
- Otello de Giuseppe Verdi – reluare Duminică 13 ianuarie 1985 (Premiere: 1900, 1927, 1959), dirijor Cornel Trăilescu, regia Jean Rânzescu;

- Lakme de Leo Delibes – reluare Miercuri 27 februarie 1985 (Premiere: 1920, 1955), dirijor Constantin Petrovici, regia Panait Victor Cottescu.

Stagiunea 1985-1986:
- Olandezul zburător de Richard Wagner – reluare Sâmbătă 19 octombrie 1985 (Premiere: 1922, 1973), dirijor Cornel Trăilescu, regia Alexandru Szinberger.

- Povestirile lui Hoffmann de Jacques Offenbach – Vineri 28 februarie 1986 (Premiere: 1909, 1925, 1968) dirijor Cornel Trăilescu, regia Hero Lupescu;

Stagiunea 1987-1988:
- Nabucco de Giuseppe Verdi – Sâmbătă 31 octombrie 1987, dirijor Cornel Trăilescu, regia Hero Lupescu.

Stagiunea 1989-1990:
- Eminescu de Paul Urmuzescu – premieră absolută Marți 4 iulie 1989, dirijor Cornel Trăilescu, regia Ion Caramitru;

- Norma de Vincenzo Bellini – Joi 16 noiembrie 1989 (Premieră: 1896), dirijor Cornel Trăilescu, regia Ion Cojar.

Stagiunea 1991-1992:
- Oedip de George Enescu – Vineri 6 septembrie 1991 (Premiere: 1936, 1958), dirijor Mihai Brediceanu, regia Cătălina Buzoianu;

- Elixirul dragostei de Gaetano Donizetti – Duminică 1 decembrie 1991, dirijor Camil Marinescu, regia Ștefan Neagrău;

- Răpirea din serai de Wolfgang Amadeus Mozart – Duminică 19 ianuarie 1992, dirijor Lucian Anca, regia Cristina Cottescu;

- Samson și Dalila de Camille Saint-Saens – Duminică 29 martie 1992 (Premieră: 1920), dirijor Cornel Trăilescu, regia Hero Lupescu.

Stagiunea 1992-1993:
- Don Carlo de Giuseppe Verdi – Joi 15 octombrie 1992 (Premiera: 1966) dirijor Ion Iancu, regia Cristina Cotescu;

- Italianca în Alger de Gioacchino Rossini – Joi 17 decembrie 1992, dirijor Cornel Trăilescu, regia Marina Emandi-Tiron;

- Hansel și Gretel de Engelbert Humperdink – Duminică 14 martie 1993,  dirijor Lucian Anca, regia Cornel Todea.

Stagiunea 1993-1994:
- Boema de Giacomo Puccini – Vineri 5 noiembrie 1993 (Premiere: 1915, 1921, 1955), dirijor Gheorghe Victor Dumănescu, regia Hero Lupescu.

Stagiunea 1994-1995:
- Don Giovanni de Wolfgang Amadeus Mozart – Duminică 7 mai 1995 (Premiere: 1899, 1936, 1967), dirijor Lucian Anca, regia Alexandru Darie.

Stagiunea 1995-1996:
- Olandezul zburător de Richard Wagner – reluare Sâmbătă 19 octombrie 1985 (Premiere: 1922, 1973), dirijor Cornel Trăilescu, regia Alexandru Szinberger.

- Oedipe de George Enescu – Duminică 3 septembrie 1995 și Sâmbătă 9 septembrie 1995 (Premiere: 1936, 1958, 1991), dirijor Cornel Trăilescu, regia Andrei Șerban;

- Hamlet de Pascal Bentoiu – reluare în Iunie 1996 (Premiera: 1975), dirijor Cornel Trăilescu, regia George Teodorescu;

- Carmina Burana de Carl Orff – Duminică 7 aprilie 1996, dirijor Răsvan Cernat, coregrafia Alexa Mezincescu.

Stagiunea 1996-1997:
- Aida de Giuseppe Verdi – Joi 12 septembrie 1996 (Premiere: 1898, 1955),  dirijor Alexandru Samoilă, regia Plamen Kartalov (Bulgaria).

Stagiunea 1997-1998:
- Daphnis și Chloe de Maurice Ravel – Sâmbătă 27 septembrie 1997, dirijor Cornel Trăilescu, regia și coregrafia Gelu Barbu;

- Faust de Charles Gounod – Sâmbătă 31 ianuarie 1998 (Premiere: 1886, 1958), dirijor Răsvan Cernat, regia Alexandru Tocilescu;

- Traviata de Giuseppe Verdi – Vineri 27 martie 1998 și Duminică 3 mai 1998 (Premiere: 1885, 1925, 1954), dirijor Răsvan Cernat, regia Cristian Mihăilescu.

Stagiunea 1998-1999:
- Cavalleria rusticana de Pietro Mascagni – Luni 7 septembrie 1998 (Premiere: 1896, 1902, 1959), dirijor Răsvan Cernat, regia și scenografia Franco Zefirelli (Cristina Cotescu);

- Paiațe de Ruggero Leoncavallo – Luni 7 septembrie 1998 (Premiere: 1893, 1924, 1959), dirijor Răsvan Cernat, regia și scenografia Franco Zefirelli (Ștefan Neagrău);

- Otello de Giuseppe Verdi – reluare Marți 9 februarie 1999 (Premiere: 1900, 1927, 1959, 1985), dirijor Constantin Petrovici, regia Jean Rânzescu;

- Carmen de Georges Bizet – Joi 25 februarie 1999 (Premiere: 1886, 1957), dirijor Răsvan Cernat, regia Marina Emandi-Tiron.

Stagiunea 1999-2000:
- Elixirul dragostei de Gaetano Donizetti – Miercuri 27 octombrie 1999 (Premiera: 1991), dirijor Iurie Florea, regia Cornel Todea;

- Nunta lui Figaro de Wolfgang Amadeus Mozart – reluare Sâmbătă, 24 iunie 2000 (Premiere: 1937, 1956), dirijor Răsvan Cernat, regia Panait Victor Cottescu Cristina Cotescu la reluare);

Stagiunea 2000-2001:
- Olandezul zburător de Richard Wagner – Sâmbătă 18 noiembrie 2000 (Premiere: 1922, 1973), dirijor Răsvan Cernat, regia Beatrice Bleonț;

- Liliacul de Johann Strauss-fiul – Miercuri 22 noiembrie 2000 (Premiere: 1891, 1930, 1968), dirijor Cornel Trăilescu, regia John Cox (Cristina Cotescu);

- Concert de colinde – Joi 21 decembrie 2000, dirijor Stelian Olariu.

Stagiunea 2001-2002:
- Oedipe de George Enescu – Miercuri 26 septembrie 2001 (Premiere: 1936, 1958, 1991, 1995), dirijor Cristian Mandeal, regia Götz Friedrich (spectacol montat la Berlin și Viena, prezentat în Festivalul „George Enescu”, cu o distribuție mixtă de soliști vienezi și bucureșteni, împreună cu orchestra Filarmonicii „George Enescu”);

- Italianca în Alger de Gioacchino Rossini – reluare Duminică 28 octombrie 2001 (Premiera: 1992), dirijor Cornel Trăilescu, regia Marina Emandi-Tiron;

- Pescuitorii de perle de Georges Bizet – Vineri 1 martie 2002 (Premiera: 1896), dirijor Adrian Morar, regia Adrian Măniuțiu.

Stagiunea 2002-2003:
- Werther de Jules Massenet – Duminică 20 octombrie 2002 (Premiere: 1916, 1923), dirijor Cristian Oroșanu. Operă prezentată în concert – octombrie 2002;

- Falstaff de Giuseppe Verdi – Duminică 23 martie 2003 (Premiere: 1939, 1959), dirijor Adrian Morar, regia Cristian Mihăilescu.

Stagiunea 2003-2004:
- Oedip de George Enescu – Duminică 14 septembrie 2003 (Premiere: 1936, 1958, 1991, 1995, 2001), dirijor Ernst Marzendorfer, regia Petrika Ionesco;

- Concert aniversar dedicat maestrului Stelian Olariu la Sala Radio – Marți 2 decembrie 2003;

- Mefistofele de Arigo Boito – Duminică 1 februarie 2004, dirijor Cornel Trăilescu, regia Anda Tăbăcaru-Hogea;

- Văduva Veselă de Franz Lehar – Duminică 2 mai 2004, dirijor Cornel Trăilescu, regia Mircea Cornișteanu.

Stagiunea 2004-2005:
- Simon Boccanegra de Giuseppe Verdi – Sâmbătă 18 decembrie 2004, dirijor Ciprian Teodorașcu, regia Anda Tăbăcaru-Hogea;

- Concert de colinde – Joi 23 decembrie 2004, dirijor Stelian Olariu.

- Messa da Requiem de Giuseppe Verdi – Vineri 22 aprilie 2004 și Duminică, 24 aprilie 2004, dirijor Adrian Morar. Lucrare prezentată în concert.

Stagiunea 2005-2006:
- Motanul încălțat de Cornel Trăilescu – Duminică 30 aprilie 2006 (Premiera: 1964), dirijor Cornel Trăilescu, regia Gelu Colceag;

- Manon Lescaut de Giacomo Puccini - Sâmbătă 10 iunie 2006 dirijor Adrian Morar. Operă prezentată în concert.

Stagiunea 2006-2007:
- Manon Lescaut de Giacomo Puccini – Duminică 15 octombrie 2006, dirijor Adrian Morar, regia Anda Tăbăcaru-Hogea;

- Nunta lui Figaro de Wolfgang Amadeus Mozart – Sâmbătă 2 decembrie 2006 (Premiere: 1937, 1956, 1999), dirijor David Crescenzi, regia Alexander Rădulescu;

- Flautul Fermecat de Wolfgang Amadeus Mozart – Duminică 17 decembrie 2006 (Premiere: 1939, 1972), dirijor Nayden Todorov, regia Răzvan Ioan Dincă;

- Trubadurul de Giuseppe Verdi – Sâmbătă 3 martie 2007 (Premiera: 1958), dirijor Iurie Florea, regia Alexander Hausvater;

- La Cenerentola de Gioachino Rossini – Duminică 25 martie 2007, dirijor Adrian Morar. Operă prezentată în concert;

- Lucia di Lammermoor de Gaetano Donizetti – Duminică 20 mai 2007 (Premiere: 1885, 1932, 1961), dirijor Adrian Morar, regia Ognian Draganoff;

- Samson și Dalila de Camille Saint-Saens – Sâmbătă 16 iunie 2007, dirijor Iurie Florea. Operă prezentată în concert.

Stagiunea 2007-2008:
- Faust de Charles Gounod - reluare Duminică 14 octombrie 2007 (Premiere: 1886, 1958. 1998), dirijor Adrian Morar, regia Alexandru Tocilescu (reluare);

- Samson și Dalila de Camille Saint-Saens – reluare Duminică 25 noiembrie 2007 (Premiere: 1920, 1992), dirijor Iurie Florea, regia Hero Lupescu, (Ștefan Neagrău la reluare);

- Macbeth de Giuseppe Verdi – Sâmbătă 1 martie 2008, dirijor Iurie Florea. Operă prezentată în concert;

- Macbeth de Giuseppe Verdi – Sâmbătă 17 mai 2008, dirijor Iurie Florea, regia Petrika Ionesco;

- La Cenerentola de Gioachino Rossini – Sâmbătă 21 iunie 2008, dirijor Adrian Morar, regia Peter Pawlik.

Stagiunea 2008-2009:
- Oedip de George Enescu – reluare Joi 18 septembrie 2008 (Premiere: 1936, 1958, 1991, 1995, 2001, 2003), dirijor Cornel Trăilescu, regia Petrika Ionesco;

- Boema de Giacomo Puccini – Sâmbătă 15 noiembrie 2008 (Premiere: 1915, 1921, 1955, 1993), dirijor Vlad Conta, regia Ionel Pantea;

- Concert de colinde – Duminică 14 decembrie 2008, dirijor Stelian Olariu;

- Evghenii Oneghin de Piotr Ilici Ceaikovski – Duminică 22 martie 2009 (Premiere: 1938, 1958, 1981), dirijor Iurie Florea, regia Ion Caramitru;

- Don Pasquale de Gaetano Donizetti – Sâmbătă 30 mai 2009 (Premiere: 1910, 1969), dirijor Tiberiu Soare, regia Rareș Zaharia.

Stagiunea 2009-2010:
- Oedipe de George Enescu – Duminică 30 august 2009 (Premiere: 1936, 1958, 1991, 1995, 2001, 2003), dirijor Oleg Caetani, regia Nicolas Joel, coproducție ONB - Théâtre du Capitole din Toulouse, spectacol prezentat în cadrul Festivalului Internațional George Enescu – ediția a XIX-a;

- Celan de Peter Ruzicka – Joi 24 septembrie 2009, dirijor Vlad Conta. Operă prezentată în concert;

- Centenar Paul Constantinescu – Miercuri 16 decembrie 2009, dirijor Stelian Olariu, regia Cristina Cotescu (partea I a concertului);

- Olandezul zburător de Richard Wagner – reluare Sâmbătă 20 martie 2010 (Premiere: 1922, 1973, 2000), dirijor Cristian Mandeal, regia Beatrice Rancea (Bleonț);

- Carmina Burana de Carl Orff la Promenada Operei – Duminică 9 mai 2010,  concert dirijat de Iurie Florea;

- Turandot de Giacomo Puccini – Sâmbătă 26 iunie 2010 (Premiera: 1971), dirijor Tiberiu Soare. Operă prezentată în concert.

Stagiunea 2010-2011:
- Turandot de Giacomo Puccini – Sâmbătă 9 octombrie 2010 (Premiera: 1971, 2010), dirijor Tiberiu Soare, regia Ștefan Neagrău.

- I due Foscari de Giuseppe Verdi – Duminică 14 noiembrie 2010 dirijor Iurie Florea, regia Anda Tăbăcaru-Hogea;

- Celan de Peter Ruzicka – Duminică 28 noiembrie 2010 (Premiera: 2009), dirijor Vlad Conta, regia Vera Nemirova.

Stagiunea 2011-2012:
- Oedip de George Enescu – Joi 15 septembrie 2011 (Premiere: 1936, 1958, 1991, 1995, 2001, 2003, 2009), dirijor Tiberiu Soare, regia Anda Tăbăcaru-Hogea, spectacol prezentat în cadrul Festivalului Internațional George Enescu – ediția a XX-a;

- Lohengrin de Richard Wagner – Sâmbătă 3 septembrie 2011 (Premiere: 1898, 1921, 1967), dirijor Cristian Mandeal, regia Ștefan Neagrău;

- Mefistofele de Arigo Boito – reluare Duminică 5 Februarie (Premiera: 2004), dirijor Tiberiu Soare, regia Anda Tăbăcaru-Hogea;

- Elixirul dragostei de Gaetano Donizetti – Duminică 20 mai 2012 (Premiere: 1991, 1999), dirijor Ciprian Teodorașcu, regia: Marco Gandini;

- Bal Mascat de Giuseppe Verdi – Sâmbătă 30 iunie 2012 (Premiere: 1887, 1915, 1923, 1963), dirijor: Iurie Florea, regia: Plamen Kartalov.

Stagiunea 2012-2013:
- Don Giovanni de Wolfgang Amadeus Mozart – Duminică 17 februarie 2013 (Premiere: 1899, 1936, 1967, 1995), dirijor Vlad Conta, regia Anda Tăbăcaru-Hogea;

- Tannhäuser de Richard Wagner – Vineri 26 și Duminică 28 aprilie 2013 (Premiera: 1970), dirijor Cristian Mandeal, regia Ștefan Neagrău. Operă prezentată în concert.

- Otello de Giuseppe Verdi – Vineri 6 și Luni 9 septembrie 2013 (Premiere: 1900, 1927, 1959, 1985), dirijor Keri-Lynn Wilson, regia Vera Nemirova, spectacole prezentate în cadrul Festivalului Internațional George Enescu – ediția a XXI-a.

Stagiunea 2013-2014:
- Rigoletto de Giuseppe Verdi – Joi 20 februarie 2014 (Premiera: ), dirijor Cristian Sandu, regia Stephen Barlow;

- Tosca de Giacomo Puccini – Vineri 6 iunie 2014 (Premiere: 1902, 1914, 1956), dirijor Keri-Lynn Wilson, regia Alfred Kirchner.

Stagiunea 2014-2015:
- Traviata de Giuseppe Verdi – Joi 30 octombrie 2014 (Premiere: 1885, 1925, 1954, 1998), dirijor Alexander Prior, regia și mișcarea scenică Paul Curran;
- Falstaff de Giuseppe Verdi –  Joi 19 februarie 2015 (Premiere: 1939, 1959, 2003), dirijor Guillermo Garcia Calvo, regia: Graham Vick.

Stagiunea 2015-2016:
- Oedipe de George Enescu – Vineri 18 și Duminică 20 septembrie 2015 (Premiere: 1936, 1958, 1991, 1995, 2001, 2003, 2009, 2011), dirijor Leo Hussain, regia Anda Tăbăcaru-Hogea, spectacol prezentat în cadrul Festivalului „George Enescu” – ediția a XXII-a;
- Oedipe de George Enescu – Vineri 20 noiembrie 2016 (Premiere: 1936, 1958, 1991, 1995, 2001, 2003, 2009, 2011), dirijor Adrian Morar, regia Valentina Carrasco.
- Fidelio de Ludwig van Beethoven – Vineri 1 iulie 2016 (Premiere: 1931, 1970), dirijor Cristian Mandeal, regia Graham Vick.

## Turnee în țară și străinătate începând din anul 1963 și până în prezent
1963    18 – 26 mai Franța Paris cu Oedip
1965    19 mai – 2 iunie Bulgaria Sofia cu Oedip, Peleas și Melisande de Claude Debussy, Giselle de Adolphe Adam 
1966    28 iulie – 5 august Grecia Atena cu Oedip
1968    20 – 28 iul. Bulgaria Varna cu Cavaleria și Paiațe la Festivalul de Operă
1969    21 – 28 iulie Italia Enna – Sicilia cu Tosca și Bărbierul
1969    15 – 19 oct. Iugoslavia Belgrad cu Bărbierul la Festivalul Bemus
1970    15 – 18 mai RFG Wiesbaden cu Oedip, Boema și Trubadurul la Festivalul Internațional de la Wiesbaden
1970    22 – 24 mai RFG Stuttgart cu Boema și Trubadurul
1970    27 – 31 mai Belgia Liege cu Don Carlos și Trubadurul
1970     3 – 8 aug. Grecia Atena cu Carmen la Festivalul de vară
1970     8 – 12 oct Grecia Salonic cu Don Carlos la Festivalul Dimitria
1971    10 – 17 oct Cehoslovacia Praga cu Bărbierul
1972    14 – 18 oct Grecia Salonic la Festivalul Dimitria
1975     7 – 13 oct RDG Berlin cu Oedip, Don Carlos și Boema
1978    17 – 23 mai Franța Paris cu Politempia structurală a lui Mihai Brediceanu, spectacol la Complexul Pompidou
1979    30 oct – 5 nov. Bulgaria Sofia cu Freischutz, Hamlet și Răpirea
1981    20 – 30 mai Elveția Lausanne cu Tannhauser, Evghenii Oneghin și Oedip
1984    30 aug. – 14 sept. URSS Moscova cu Oedip, Nunta lui Figaro și Concert
1990    15 - 22 martie      Italia Sicilia Siracuza cu Traviata, Tosca și Trubadurul
1991                        Germania cu Elixirul Dragostei și Don Pasquale
1993    17 aprilie – 17 mai Germania, Elveția, Austria cu Don Pasquale și Italianca în Alger
1993    23 – 25 iulie Anglia Rochester cu Nabucco la Festivalul de operă de la Rochester
1994    15 apr. – 30 mai Germania, Austria, Anglia, Belgia cu Bărbierul din Sevilla și Căsătoria secretă
1994    19 sept. – 23 oct. în Anglia și Scoția cu Madama Butterfly, Nabucco și Samson și Dalila
1994     4 – 20 nov. în Elveția și Spania cu Bărbierul din Sevilla și Italianca în Alger
1995    25 – 27 iulie în Anglia Rochester cu Carmen la Medway Arts Festival
1996     5 – 15 ian. Elveția Schaffhausen și Vevey cu Madama Butterfly și Bărbierul din Sevilla
1996     4 – 10 iul. Grecia Atena cu Oedipe
1996     7 – 31 oct. Anglia, Elveția, Germania cu Aida, Flautul, Norma și Madama Butterfly
1996     5 – 10 nov. Spania și Italia cu Carmina Burana, Norma și Concert
1997    14 – 17 iul. Grecia Salonic cu Carmina Burana și Hansel și Gretel la Festivalul Dimitria
1998    31 mart. – 18 apr. Olanda cu Nabucco și Traviata
1999    27 feb. – 21 mart. Olanda cu Otello și Traviata
1999    28 mai – 18 iunie Japonia cu Carmen
1999    29 iun. Bulgaria Plovdiv cu Traviata la Luna Culturii Bulgare
2001    26 feb. – 20 mart. Olanda cu Aida
2002    17 – 20 iun. Ungaria Miskolc cu Madama Butterfly
2002     8 – 17 sept. Thailanda Bankok cu Aida, Cavaleria și Paiațe
2003     1 – 6 oct. Grecia Salonic cu Aida la Festivalul Dimitria
2003    22 oct. – 24 nov. Olanda cu Aida și Nabucco
2006    22 – 26 iun. Ungaria Miskolc cu Cavaleria și Paiațe
2006    28 sept. – 4 oct. Coreea de Sud Daegu cu Trubadurul
2008    28 nov. – 1 dec. Israel cu Trubadurul
2009     8 – 12 iun. Ungaria Miskolc cu Nunta lui Figaro
2016    13 - 15 iun. Ungaria Miskolc cu Oedipe în concert
Turnee în țară:
1971    Stagiune de vară la Mamaia o lună
2007    17 – 19 oct. România Sibiu cu Concert, Baiadera și Nunta lui Figaro cu ocazia Zilelor Sibiu Capitala Culturală Europeană
2012    23 mai România Cluj cu Evghenii Oneghin la ediția inaugurală a Festivalului Operelor Naționale  - Cluj 20 – 28 mai 2012
2012    23 sept. România Sibiu cu Bal Mascat la Festivalul Internațional al Artei Lirice Sibiu 12 sept. – 4 oct. 2012
Alte turnee în țară: Giurgiu, Buzău, Focșani, Urziceni, Alexandria, Slobozia, Câmpina, Ploiești, Pitești, Craiova, Constanța, Sibiu, Deva.